# Juan Carlos Carreras
Juan Carlos Carreras Domingo, né le 17 novembre 1963 à Burjassot (Communauté valencienne, Espagne), est un footballeur espagnol qui jouait au poste de défenseur.

## Carrière
Lors de la saison 1983-1984, Juan Carlos Carreras participe à la Copa de la Liga avec le FC Barcelone. Il joue un match en première division, lors de la grève des joueurs professionnels (saison 1984-1985).
Entre 1984 et 1988, il joue avec le FC Barcelone B en deuxième division, la plupart du temps comme titulaire.
Il joue la saison 1988-1989 avec le club de Mollerussa. Il joue plus tard avec Yeclano.

## Palmarès
Avec le FC Barcelone :
- Champion d'Espagne en 1985